# 斯普林菲尔德 (俄勒冈州)
斯普林菲尔德（英語：Springfield, Oregon）是美国俄勒冈州雷恩县的一座城市，2019年人口为6.21万，5号州际公路分隔开该城与尤金。市名称取自市内的一片大草原（斯普林菲尔德直译为“春田”）。动画片辛普森一家里面春田镇的原型就是取自斯普林菲尔德。